# Fresné-la-Mère
Fresné-la-Mère är en kommun i departementet Calvados i regionen Normandie i norra Frankrike. Kommunen ligger i kantonen Falaise-Sud som ligger i arrondissementet Caen. År 2022 hade Fresné-la-Mère 572 invånare.

## Befolkningsutveckling
Antalet invånare i kommunen Fresné-la-Mère
Referens: INSEE